# نادیا سنتونی
نادیا سنتونی (انگلیسی: Nadia Centoni؛ زادهٔ ۱۹ ژوئن ۱۹۸۱) بازیکن والیبال اهل ایتالیا است.
از باشگاه‌هایی که در آن بازی کرده‌است می‌توان به آر سی کن اشاره کرد.